# Merry-Sec
Merry-Sec är en kommun i departementet Yonne i regionen Bourgogne-Franche-Comté i norra Frankrike. Kommunen ligger i kantonen Courson-les-Carrières som tillhör arrondissementet Auxerre. År 2022 hade Merry-Sec 175 invånare.

## Befolkningsutveckling
Antalet invånare i kommunen Merry-Sec
| Referens: INSEE |